# Dinastia Abuçaíde
A Dinastia Abuçaíde (em árabe: آل سعيد) é a dinastia muçulmana governante do sultanato de Omã, no sudeste da Arábia que tem governado sucessivamente o país desde 1749; e de Zanzibar, na África Oriental desde 1749 até 1964.

## História
Amade ibne Saíde, que teria sido governador de Soar, Omã, na década de 1740, sob o comando dos iarubidas persas, conseguiu suceder os iarubidas por volta de 1749 e tornou-se imame de Omã e de Zanzibar, Pemba e Quíloa na África Oriental. Os seus sucessores — conhecidos por saídes e mais tarde, por sultões — expandiram o seu domínio no final do século XVIII, incorporando Barém, no Golfo Pérsico e Bandar Abbas, Ormuz e Queixome (todos no Irão). Em 1798, a ameaça dos militares uaabitas (uma seita fundamentalista islâmica na Arábia Central) motivou que o Sultão ibne Amade (r. 1792–1804) assinasse um tratado com a Companhia Britânica das Índias Orientais, que garantiria a presença britânica em Mascate, capital Abuçaíde, um importante porto na rota de comércio para a Índia.
Sob o reinado de Saíde ibne Sultão (1806–56), a família Abuçaíde atinge o seu auge. Said estabeleceu acordos com os Estados Unidos (1833) e França (1844), fortaleceu os laços com a Grã-Bretanha, e situou as colónias árabe e suaíli da África Oriental desde Mogadíscio ao Cabo Delgado sob a sua suserania. O equilíbrio do sultanato estava ainda ameaçado pelos ataques uaabitas e pela agitação tribal das montanhas, no entanto, com ajuda britânica, Said conseguiu manter a ordem. Em 1854, pela gratidão do apoio britânico, Saíde concedeu as ilhas Curia Muria à Grã-Bretanha.

## Lista de governantes Al Said

### Soberanos de Omã
- Amade ibne Saíde (r. 1744–1778);
- Saíde ibne Amade (r. 1778–1783);
- Hamade ibne Saíde (r. 1783–1792);
- Sultão ibne Amade (r. 1792–1804);
- Saíde ibne Sultão (r. 1804–1856);
- Tuaini ibne Saíde (r. 1856–1866);
- Salim ibne Tuaini (r. 1866–1868);
- Azane ibne Cais (r. 1868–1871);
- Turqui ibne Saíde (r. 1871–1888);
- Faiçal ibne Turqui (r. 1888–1913);
- Taimur ibne Faiçal (r. 1913–1932);
- Saíde ibne Taimur (r. 1932–1970);
- Cabus ibne Saíde Abuçaíde (r. 1970–2020);[2]
- Haitham bin Tariq Al Said (2020 - Presente).[2]

### Soberanos de Zanzibar
- Majide ibne Saíde (r. 1856–1870);
- Bargaxe ibne Saíde (r. 1870–1888);
- Califa ibne Saíde (r. 1888–1890);
- Ali ibne Saíde (r. 1890–1893);
- Hamade ibne Tuaini (r. 1893–1896);
- Calide ibne Bargaxe (25 a 27 de agosto de 1896);
- Hamude ibne Maomé (r. 1896–1902);
- Ali ibne Hamude (r. 1902–1911);
- Califa ibne Harube (r. 1911–1960);
- Abedalá ibne Califa (r. 1960–1963);
- Janxide ibne Abedalá (r. 1963–1964).